# André Breton
André Breton (født 19. februar 1896 i Tinchebray, Normandiet, død 28. september 1966 i Paris) var en fransk digter og romanforfatter. Han var den mest fremtrædende figur i den surrealistiske bevægelse.
Han har skrevet romanerne Nadja, L'Amour fou og de surrealistiske manifester. Han var en leder indenfor den parisiske surrealisme og hans kritiske og teoretiske virksomhed gjorde ham til en af de mest betydningsfulde personer i det 20de århundredes franske kunst og litteratur.
Breton var revolutionær og de kolonikrige Frankrig førte i Marocco medførte at han fra 1924 nærmede sig kommunistpartiet. I januar 1927 indmeldte han sig i partiet, sammen med Aragon og andre surrealister.
I 1924 udgav han Le Manifeste du surréalisme. I teksten findes en liste over kunstnere der lever op til manifestets krav. Med en enkelt undtagelse er det digtere.
Luis Bunuel blev tilknyttet surrealisterne efter at have fremvist sin film: Un chien andalou (En andalusisk hund) i 1929. Bunuel beskriver at gruppen var stærkt autoritært ledet af Breton og Aragon. Da hans film fik succes, blev han indkaldt til et proces-lignende møde, hvor han blandt andet skulle forklare hvorfor en film, der var tænkt som en provokation, gik for fyldte huse i 8 måneder. Breton spurgte ham inkvisitorisk: "Er du med politiet eller med os?". 
Ifølge Bunuel var Breton - og hans bevægelse - stærkt moralsk præget. Men en moral, der var diametralt modsat den borgerlige. De fleste medlemmer af gruppen var i øvrigt selv af borgerlig herkomst. Breton var enebarn i et småborgerligt, katolsk ægteskab og hans mor opdrog ham strengt.
Som gammel mand betroede Breton til Bunuel: "Det er sørgeligt at måtte konstatere, at skandalen ikke findes længere".
Som ung kunstner brugte Breton nemlig skandalen som et politisk våben - imod det kapitalistiske, klerikale og militaristiske samfund. .